# Na Veia (álbum de Arlindo Cruz e Rogê)
Na Veia é um álbum de estúdio colaborativo dos cantores Rogê e Arlindo Cruz, lançado em 2015. O álbum é uma coletânea de participações especiais no programa radiofônico Música na Veia, transmitido pela extinta MPB FM entre 2015 e 2017. Em 2017, Na Veia foi indicado ao Grammy Latino de Melhor Álbum de Samba/Pagode. 

## Antecedentes
Em 2015, o cantor e compositor Rogê estrou o programa Música na Veia ao lado do compositor e sambista Arlindo Cruz na rádio carioca MPB FM. O programa, que tinha como objetiva "levar o clima das rodas de samba aos espectadores", permaneceu no ar nas manhãs de domingo até 2017, quando a emissora foi encerrada de maneira controversa. Os dois cantores recebiam diversos nomes da música popular brasileira para entrevistas e gravações especiais, que renderam um riquíssimo acervo de participações especiais. A Warner Music decidiu lançar parte deste material em álbum de estúdio logo após a primeira temporada do programa. O álbum possui 14 faixas e conta com a participação dos grandes nomes do samba, como Zeca Pagodinho, Maria Rita e Wilson das Neves e compositores consagrados na MPB, como Luiz Melodia e Bebeto. O rapper Marcelo D2, que já lançou diversos trabalhos relacionados ao gênero, também participa em duas faixas gravadas durante suas participações no programa.

## Lista de faixas
| N.º | Título                                                             | Compositor(es)                                               | Duração |  |
| 1.  | "Maneiras" (com Zeca Pagodinho e Marcelo D2)                       | Sylvio da Silva                                              | 3:09    |  |
| 2.  | "O Brasil é Isso Aí"                                               | Arlindo Cruz Junior Dom Marcelo D2                           | 3:37    |  |
| 3.  | "Na Veia" (com Marcelo D2)                                         |                                                              | 3:08    |  |
| 4.  | "Menina Carolina" (com Bebeto)                                     | Seu Jorge José Bedeur                                        | 3:36    |  |
| 5.  | "Maltratar, Não é Direito / Coração em Desalinho" (com Maria Rita) | Arlindo Cruz Franco Monarco Alcino Correia                   | 3:57    |  |
| 6.  | "Estácio, Holly Estácio" (com Luiz Melodia)                        | Luiz Melodia                                                 | 4:05    |  |
| 7.  | "Neguinho Poeta" (com Bebeto)                                      | Serginho Meriti                                              | 3:28    |  |
| 8.  | "Não Dá" (com Wilson das Neves)                                    | Wilson das Neves Arlindo Cruz                                | 3:18    |  |
| 9.  | "Presença Forte" (com Seu Jorge)                                   | Rogê Marcelinho Moreira Seu Jorge                            | 3:19    |  |
| 10. | "Congênito" (com Luiz Melodia)                                     | Luiz Melodia                                                 | 3:46    |  |
| 11. | "Alma de Guerreiro" (com Seu Jorge)                                | Pretinho da Serrinha Gabriel Moura Seu Jorge Leandro Pereira | 2:43    |  |
| 12. | "Enredo do Meu Samba" (com Jorge Aragão)                           | Dona Ivone Lara Jorge Aragão                                 | 4:37    |  |
| 13. | "Moro na Roça" (com Xande de Pilares)                              | Xangô da Mangueira                                           | 3:14    |  |
| 14. | "Cruel"                                                            |                                                              | 2:51    |  |